# Caterina Maria di Guisa
Caterina Maria di Guisa (Joinville, 18 luglio 1552 – Parigi, 6 maggio 1596) è stata una principessa francese divenuta poi duchessa consorte di Montpensier.

## Biografia
Era figlia del duca Francesco I di Guisa e di Anna d'Este. A dieci anni suo padre, fervente cattolico, venne assassinato da un protestante. Durante i regni di Enrico II di Francia e di suo figlio Francesco II di Francia ebbe un posto di rilievo tra le dame di corte.
Cugina della regina Maria Stuarda di Scozia, venne data in sposa al duca Luigi III di Montpensier di molti anni più vecchio di lei e vedovo di Jacqueline de Longwy da cui aveva avuto sei figli. Il matrimonio venne celebrato il 4 febbraio 1570 e rimase senza figli.
A trent'anni Caterina si ritrovò vedova e non si risposò più.
Durante il regno di Enrico III di Francia, tornò a vivere a corte dove complottò per permettere alla sua famiglia di ottenere il trono. Enrico III infatti, ultimo re della dinastia Valois, era senza figli e si contendevano la sua eredità due dinastie imparentate coi Valois: i Borbone e i Guisa.
Dopo aver firmato il Trattato di Nemours nel 1585, Enrico III propose di dar in moglie Caterina al suo favorito il duca di Epernon. Caterina rifiutò di sposarsi nuovamente e soprattutto di entrare a far parte del partito del re, che lei disprezzava.
Quando la Lega cattolica si oppose ad Enrico III, Caterina prese le parti dei predicatori parigini ostili alla corona e contribuì a far circolare le voci diffamanti nei contronti del re. Strettamente legata alla causa del fratello Enrico, pretendente al trono e capo della Lega cattolica, contribuì in qualche modo alla sua vittoria nel giorno delle barricate in cui il capitale si sollevò contro il re (12 e 13 maggio 1588). Anche dopo l'assassinio di suo fratello voluto da Enrico III, Caterina non smise di sostenere la Lega contribuendo a diffondere il malcontento nei confronti del re.
Morto Enrico, spinse i fratelli a prendere il comando della Lega e a continuare l'opera di ribellione iniziata dal defunto duca di Guisa. Chiamò quindi a Parigi il fratello minore Carlo, duca di Mayenne, perché subentrasse ad Enrico alla guida dei ribelli.
Quando il re Enrico III il 1º agosto 1589 venne assassinato, Caterina si vantò di esserne stata la promotrice.
Durante le guerre che insanguinarono Parigi tra il 1589 e il 1594, Caterina continuò assieme alla madre e alla cognata la sua lotta stavolta contro il pretendente al trono Enrico di Borbone.
Durante gli Stati generali del 1593, sostenne la candidatura di suo fratello Carlo al trono di Francia. Tuttavia, all'ingresso di Enrico IV a Parigi nel 1594, dovette accettare la sconfitta.
Continuò i suoi intrighi per ribaltare il trono del Borbone ma morì due anni dopo l'ascesa di Enrico IV.

## Ascendenza
|                            |                  |                              | Genitori                           |  |  | Nonni |  |  | Bisnonni            |  |  | Trisnonni                |  |
|                            |                  |                              |                                    |  |  |       |  |  | Renato II di Lorena |  |  | Federico II di Vaudémont |  |
|                            |                  |                              |                                    |  |  |       |  |  | Renato II di Lorena |  |  | Federico II di Vaudémont |  |
|                            |                  | Iolanda d'Angiò              |                                    |  |  |       |  |  | Renato II di Lorena |  |  |                          |  |
| Claudio I di Guisa         |                  |                              |                                    |  |  |       |  |  | Renato II di Lorena |  |  |                          |  |
|                            |                  | Filippina di Gheldria        | Adolfo di Egmond                   |  |  |       |  |  |                     |  |  |                          |  |
|                            |                  | Filippina di Gheldria        | Adolfo di Egmond                   |  |  |       |  |  |                     |  |  |                          |  |
|                            |                  | Filippina di Gheldria        | Caterina di Borbone                |  |  |       |  |  |                     |  |  |                          |  |
| Francesco I di Guisa       |                  | Filippina di Gheldria        |                                    |  |  |       |  |  |                     |  |  |                          |  |
|                            |                  | Francesco di Borbone-Vendôme | Giovanni VIII di Borbone-Vendôme   |  |  |       |  |  |                     |  |  |                          |  |
|                            |                  | Francesco di Borbone-Vendôme | Giovanni VIII di Borbone-Vendôme   |  |  |       |  |  |                     |  |  |                          |  |
|                            |                  | Francesco di Borbone-Vendôme | Isabella di Beauvau                |  |  |       |  |  |                     |  |  |                          |  |
| Antonia di Borbone-Vendôme |                  | Francesco di Borbone-Vendôme |                                    |  |  |       |  |  |                     |  |  |                          |  |
|                            |                  | Maria di Lussemburgo         | Pietro II di Lussemburgo-Saint-Pol |  |  |       |  |  |                     |  |  |                          |  |
|                            |                  | Maria di Lussemburgo         | Pietro II di Lussemburgo-Saint-Pol |  |  |       |  |  |                     |  |  |                          |  |
|                            |                  | Maria di Lussemburgo         | Margherita di Savoia               |  |  |       |  |  |                     |  |  |                          |  |
| Caterina Maria di Guisa    |                  | Maria di Lussemburgo         |                                    |  |  |       |  |  |                     |  |  |                          |  |
|                            | Alfonso I d'Este | Ercole I d'Este              |                                    |  |  |       |  |  |                     |  |  |                          |  |
|                            | Alfonso I d'Este | Ercole I d'Este              |                                    |  |  |       |  |  |                     |  |  |                          |  |
|                            | Alfonso I d'Este | Eleonora d'Aragona           |                                    |  |  |       |  |  |                     |  |  |                          |  |
| Ercole II d'Este           | Alfonso I d'Este |                              |                                    |  |  |       |  |  |                     |  |  |                          |  |
|                            |                  | Lucrezia Borgia              | Papa Alessandro VI                 |  |  |       |  |  |                     |  |  |                          |  |
|                            |                  | Lucrezia Borgia              | Papa Alessandro VI                 |  |  |       |  |  |                     |  |  |                          |  |
|                            |                  | Lucrezia Borgia              | Vannozza Cattanei                  |  |  |       |  |  |                     |  |  |                          |  |
| Anna d'Este                |                  | Lucrezia Borgia              |                                    |  |  |       |  |  |                     |  |  |                          |  |
|                            |                  | Luigi XII di Francia         | Carlo d'Orléans                    |  |  |       |  |  |                     |  |  |                          |  |
|                            |                  | Luigi XII di Francia         | Carlo d'Orléans                    |  |  |       |  |  |                     |  |  |                          |  |
|                            |                  | Luigi XII di Francia         | Maria di Clèves                    |  |  |       |  |  |                     |  |  |                          |  |
| Renata di Francia          |                  | Luigi XII di Francia         |                                    |  |  |       |  |  |                     |  |  |                          |  |
|                            |                  | Anna di Bretagna             | Francesco II di Bretagna           |  |  |       |  |  |                     |  |  |                          |  |
|                            |                  | Anna di Bretagna             | Francesco II di Bretagna           |  |  |       |  |  |                     |  |  |                          |  |
|                            |                  | Anna di Bretagna             | Margherita di Foix                 |  |  |       |  |  |                     |  |  |                          |  |
|                            |                  | Anna di Bretagna             |                                    |  |  |       |  |  |                     |  |  |                          |  |